# Marcelo Serpa
Marcelo Serpa Coelho, né le 3 août 1971 à Porto Alegre, est un joueur de futsal brésilien reconverti entraîneur.
Marcelo Serpa est formé au CR Flamengo avant de partir à 22 ans en première division espagnole. En 1997, après trois saisons, il intègre le Segovia Futsal avec qui il remporte le championnat, trois Coupes d'Espagne consécutives et la Coupe des champions européens en 2000. Il signe alors à l'Antena 3 Boomerang pour une quatrième Copa de suite, puis la Supercoupe et la Liga en 2001-2002. Après un passage en deuxième division, il retrouve le très haut niveau au Lobelle de Santiago FS où il remporte une cinquième coupe nationale puis la Coupe d'Europe des vainqueurs de coupe l'année suivante.
Une fois sa carrière de haut niveau terminé, Serpa devient entraîneur-joueur du Paris MF avec qui il perd deux doubles finales nationales coupe-championnat en autant de saison. Il devient ensuite directeur technique national et sélectionneur de la Malaisie ainsi que de l'équipe U20 féminine brésilienne. Début 2017, il prend la gestion de l'équipe d'ACCES avec qui il remporte la Coupe de France et accède en Division 2 la première année, puis enchaîne une seconde montée vers la D1 en 2018 avant de quitter son poste. Il part alors au Toulouse MFC, qu'il fait remonter en D1 et l'y maintient, avant de rejoindre le Paris ACASA pour la saison 2020-2021.

## Biographie

### Joueur
Né à Porto Alegre, Marcelo Serpa débute le futsal à onze ans à Flamengo, club de futsal local au Brésil, dont il défend les couleurs pendant onze années. Il obtient en parallèle son diplôme d'ingénieur civil de l'Université catholique pontificale de Rio de Janeiro.
En 1994, alors âgé de 22 ans, il découvre le futsal espagnol en rejoignant le club du FS Mejorada en première division de la Ligue nationale de futsal d'Espagne (LNFS), où il a l'occasion d'apprendre et de travailler avec certains des meilleurs entraîneurs de futsal de la région. Il joue quinze ans en Espagne. 
Après ses trois premières saisons dans des clubs de second rang, Serpa rejoint le Segovia Futsal en 1997 avec qui il remporte le championnat la première année, trois Coupes d'Espagne consécutives et la Coupe des champions européens en 2000. Il signe alors à l'Antena 3 Boomerang pour une quatrième Copa de suite, puis la Supercoupe et la Liga en 2001-2002. 
Serpa s'engage avec le Muebles Caloto en deuxième division, qu'il aide à monter dans l'élite en 2004. Après un an au plus haut niveau avec cette équipe, il retrouve le très haut niveau au Lobelle de Santiago FS où il remporte une cinquième coupe nationale en 2006 puis la Coupe d'Europe des vainqueurs de coupe l'année suivante. Il finit son parcours en Espagne par deux ans à Carthagène puis Pinto,. 
Serpa passe ensuite quatre ans à travailler avec José Venancio López (es), l'entraîneur de l'équipe nationale espagnole et quatre autres années avec Jésus Candelas Rodrigo, entraîneur-chef de l'équipe nationale d'Iran.

### Entraîneur
En 2010, venant de mettre un terme à ma carrière de joueur en Espagne, Marcelo Serpa cherche un poste d’entraineur. Il est mis en relation par un ami avec Jean-Pierre Sabani, président du Paris Métropole Futsal dont Serpa devient entraîneur-joueur entre 2010 et 2012. Il y dispute et perd les deux doubles finales nationales coupe-championnat 2011 et 2012, les quatre fois contre le Sporting Paris.
Serpa devient alors directeur technique national et sélectionneur de la Malaisie durant cinq ans.
Début 2017, Serpa est nommé pour le titre de meilleur entraîneur mondial de l'année 2016 en tant que sélectionneur de l'équipe du Brésil féminine U20.
En janvier 2017, Marcelo Serpa remplace Johann Legeay à la tête de l'équipe d'ACCES FC en DH francilienne. Avec plusieurs internationaux sous ses ordres, il permet à ACCES de devenir la première équipe régionale à remporter la Coupe de France dès sa première demi-saison,. Le groupe remporte aussi son championnat et les barrages d'accession en Division 2. En 2017-2018, l'AFC enchaîne une seconde montée consécutive en remportant son groupe de D2. Après dix-huit mois de succès, Serpa annonce quitter le club à la fin de cet exercice.
L'entraîneur s'engage alors avec le Toulouse Métropole FC. Dès la saison 2018-2019, Marcelo Serpa permet au club de retrouver l'élite nationale grâce à la première place du groupe B de D2. L'année suivante, il est désigné comme meilleur entraîneur de D1 par le site Top 5 Futsal, mais n'est pas conservé.

## Palmarès

### Joueur
En 2000, avec le Caja Segovia, Marcelo Serpa remporte la Coupe des champions européens. Une Coupe d'Europe des vainqueurs de coupe, cinq Coupes d’Espagne, deux titres de Champion d’Espagne et trois Supercoupes locales complètent son palmarès.
- Coupe des champions européens (1)
  - Vainqueur : 2000 (Segovia)

- Coupe d'Europe des vainqueurs de coupe (1)
  - Vainqueur : 2007 (Lobelle)

- Championnat d'Espagne (2)
  - Champion : 1999 (Segovia) et 2002 (Boomrang)

- Coupe d'Espagne (5)
  - Vainqueur : 1998, 1999, 2000 (Segovia), 2001 (Boomrang) et 2006 (Lobelle)

- Supercoupe d'Espagne (3)
  - Vainqueur : 1998, 1999 (Segovia) et 2001 (Boomrang)

- Coupe Xunta de Galicia (1)
  - Vainqueur : 2005 (Muebles)

- Championnat d'Espagne D2
  - Co-champion : 2004 (Muebles)

- Championnat de France
  - Finaliste : 2011 et 2012 (PMF)

- Coupe de France
  - Finaliste : 2011 et 2012 (PMF)

### Entraîneur
- Coupe de France (1)
  - Vainqueur : 2017 (ACCES)
  - Finaliste : 2011 et 2012 (PMF)

- Championnat de France
  - Meilleur entraîneur : 2020 (TMF)
  - Finaliste : 2011 et 2012 (PMF)

- Championnat de France D2
  - Vice-champion : 2018 (ACCES) et 2019 (TMF)

- DH Paris Île-de-France (1)
  - Champion : 2017 (ACCES)